# Rejon buzdiacki
Rejon buzdiacki (buzdiakski) (ros. Буздякский район) - jeden z 54 rejonów w Baszkirii. Stolicą regionu jest Buzdiak.
100% populacji stanowi ludność wiejska, ponieważ w regionie nie ma żadnego miasta.